# Dacus fumosus
Dacus fumosus är en tvåvingeart som beskrevs av Collart 1935. Dacus fumosus ingår i släktet Dacus och familjen borrflugor.
Artens utbredningsområde är Kongo. Inga underarter finns listade i Catalogue of Life.